# 闸北公园
闸北公园是中国上海市静安区的一所绿地公园。最早是宋教仁墓园，后改为公园并经历多次整修扩建。

## 历史
1913年3月20日，宋教仁在位于上海闸北上海火车站（老北站）遇刺，22日不治身亡，同年6月26日安葬于闸北象仪巷。1924年6月，譚人鳳等人在此建立墓园，占地43亩，称为宋公园。1929年9月，上海特别市政府决定拨款修缮宋园，并辟为公园開放。1946年6月更名为教仁公园。1950年5月28日易名闸北公园。文化大革命時期宋教仁墓被毀，1980年代宋教仁墓重建。

## 现状
公园占地13.69万平方米，目前免费向游客开放。